# Pieter Gerritsz. van Roestraeten

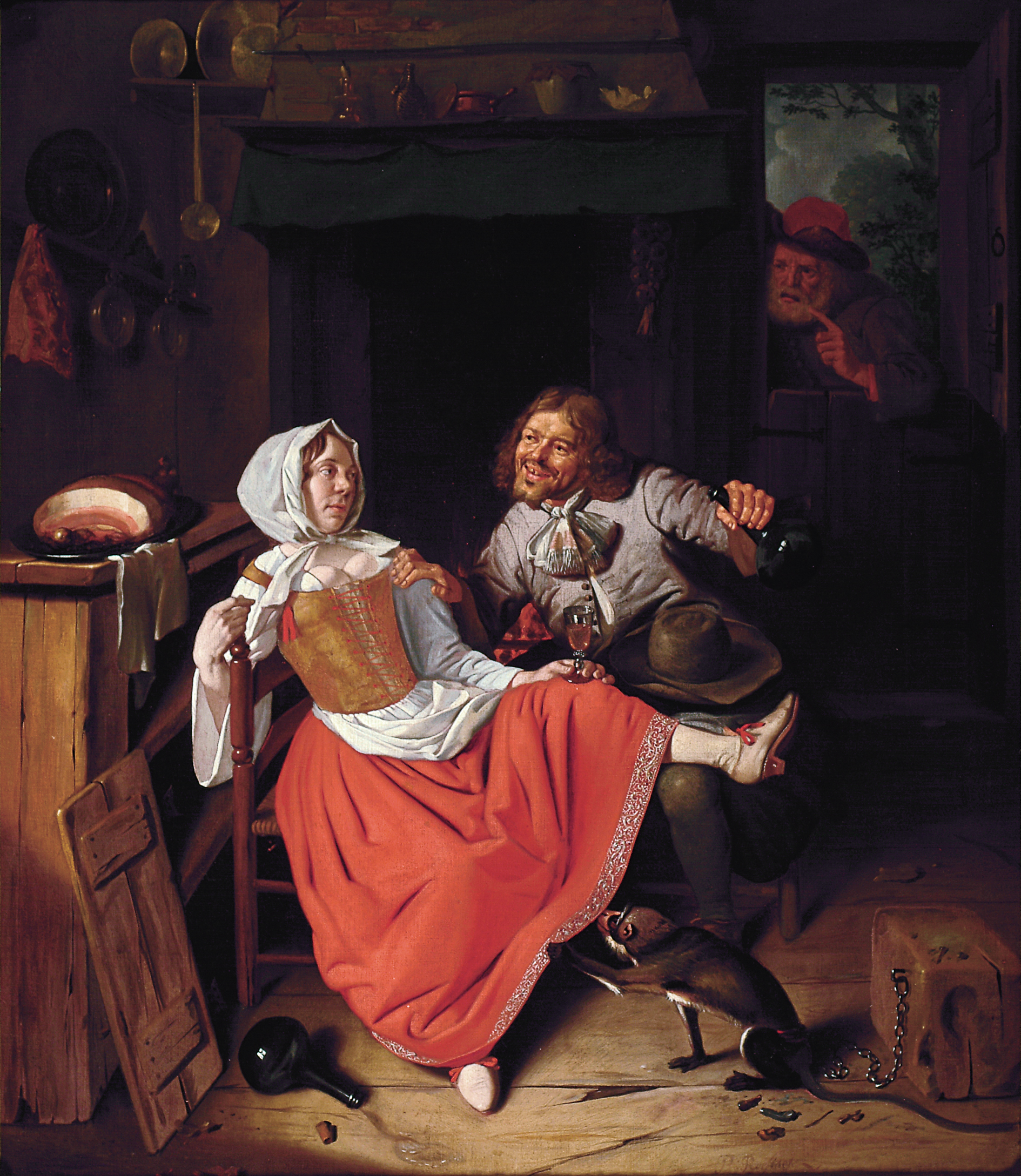
La proposición (La criada promiscua), óleo sobre lienzo, 73,5 x 63 cm, Haarlem, Frans Hals Museum.

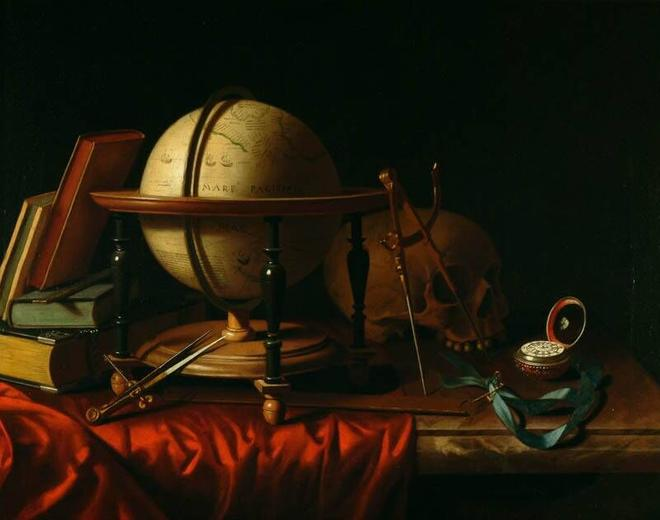
Vanitas, óleo sobre lienzo, 54 x68,5 cm, Haarlem, Frans Hals Museum.

Pieter Gerritsz. van Roestraeten (Haarlem, 1630-Londres, 1700) fue un pintor y dibujante barroco neerlandés, especializado en bodegones de vanitas y escenas de género.

## Biografía y obra
Bautizado en Haarlem el 21 de abril de 1630, a los dieciséis años entró en el taller de Frans Hals, con quien permaneció de 1646 a 1651. Pasó luego a Ámsterdam donde en junio de 1654 contrajo matrimonio con Adriaentje Hals, hija de su maestro, actuando de padrino su futuro cuñado, Claes Hals, al ser él huérfano. En 1659 el matrimonio, sin hijos, dictó testamento, todavía en Ámsterdam. En fecha indeterminada, pero no más tarde de 1666, se trasladaron a Londres. En el gran incendio de la ciudad de aquel año, según Arnold Houbraken, resultó herido en una cadera, y podría haber sido presentado al rey Carlos II por Peter Lely, su pintor de cámara. Fue enterrado en Londres el 10 de julio de 1700 aunque otras fuentes adelantan el año de la muerte a 1698.
Roestraeten se inició como pintor de género con obras burlescas e intenciones moralizadoras, en cuadros de pequeño formato como La proposición del Frans Hals Museum de Haarlem, en un estilo más cercano al de Jan Steen que al de su maestro, antes de consagrarse a las naturalezas muertas de piezas de escritorio y objetos de porcelana o de plata finamente cincelada, mezcladas con accesorios propios del género vanitas, como relojes, calaveras o velas apagadas.